# 劇場版 機動戰士GUNDAM00 -A wakening of the Trailblazer-
《劇場版 機動戰士GUNDAM00 -Awakening of the Trailblazer-》是機動戰士GUNDAM 00於2009年3月29日在第二季動畫最後一集播畢後發表的劇場版，於2010年9月18日在日本上映（中文的意思為「先驅者的覺醒」）。

## 劇情介紹
時間點為剎那·F·塞耶與變革者領導者－里朋斯·阿爾馬克的最終決戰後兩年（西元2314年）。瑪莉娜·伊士麥公主與希琳·巴夫提亞爾議員來到了殖民衛星公社，參訪因前政權中東計畫而建立的殖民衛星，卻遭遇殖民公社策謀暗殺。此時，一架聯合旗幟式前來武力介入...
另一方面，卡蒂·馬涅欽准將與丈夫派屈克·馬涅欽前往天上人號，並得知另一位變革者：笛卡兒·夏曼上尉的存在。由於一艘130年前制造的已廢棄木星探查船「歐羅巴」無故由木星圈自動駛往地球，笛卡兒·夏曼駕駛新型MA加迪拉薩出擊擊落。戰後碎片掉落至地球，其後世界各地發生了市民遭到神秘金屬異星體攻擊，交通電子網絡失控等怪異事件。因此，以米娜·卡麥與比利·片桐為首的研究團隊展開調查，並將所謂的金屬異星體稱為ELS（Extraterrestrial Livingmetal Shapeshifter，地球外變性金屬體）。阿雷路亞·帕普提茲姆與瑪莉·帕法西（索瑪·皮利斯）在旅行途中，發現有人類被ELS侵蝕及同化，更發現ELS對二人之腦量子波異常地被吸引，在些微接觸時如同異樣的感覺在腦海中閃過。最後，洛克昂前來救援，並將兩人送回托勒密2號。另一方面，沙慈·克洛斯羅德前去探望因前大戰所引發PTSD（創傷後壓力症候群）而陷入休眠狀態的露易絲·哈利維，突然從昏迷中醒來。因為其身體過去曾經被里朋斯·阿爾馬克強化成變革者體質，其散發的腦量子波被ELS吸引及干擾。此時，應該已死的里朋斯·阿爾馬克突然現身於沙慈及露易絲面前。
較早時已經被擊毀的木星探測船「歐羅巴」突然再次出現，天上人等人便以鋼彈迎擊。「歐羅巴」放出大量ELS的小型單元讓剎那的腦量子波不斷受到干擾，出自變革者的直覺使他無意識的脫離了戰場，但是00 Raiser粒子儲藏槽型卻被ELS侵蝕，最後療天使鋼彈及時趕到拯救天上人等人，「歐羅巴」再被擊毁。駕駛療天使鋼彈的尖兵，是從吠陀啟用新肉身的提耶利亞·厄德，研判剎那會做出如此行動是因為變革者的直覺所導致，也推論出ELS是有意志的。
「歐羅巴」再被擊毀後的來訪，木星突然湧出大群中型ELS，地球聯邦金中將率領著M小隊與MA加迪拉薩進行驅逐，但是在戰鬥中母艦被ELS所吞噬，加迪拉薩也遭受到同樣的命運，笛卡兒·夏曼戰死。天上人等人到達聯邦軍與ELS戰鬥的區域，駕駛鋼彈出擊，戰況中剎那為了查出ELS之本體及目的，決定用TRANS-AM BURST與ELS進行溝通，但卻得不到對方清晰回答，反而00 Raiser粒子儲藏槽型再次被ELS所侵蝕，剎那腦部隨即被ELS大量資訊充溢而陷入危險。「為了與ELS對話不能讓剎那喪命」，提耶利亞透過自身腦量子波先引誘ELS ,並分離出熾天使鋼彈II從00中救出剎那交予各人，之後發動TRANS-AM讓GN動力裝置（擬太陽爐）超載一同自爆，然而ELS仍緊追著天上人等人，正當ELS快要追上手持剎那的獄天使鋼彈時，葛拉漢·耶卡所率領的「太陽勇者隊」前來救援消滅了部分ELS，並在無法判斷ELS的動向下全員撤離。
天上人撤離後，提耶利亞透過吠陀，向皇·李·諾瑞加告知了剎那的腦細胞受損的症狀，「假如剎那的腦量子波超乎想像的話，將有復原的可能性」，此時伊恩·瓦斯提與琳達·瓦斯提送達了新機體「量子型00」進行最終調整，提耶利亞要求伊恩將含有其意識終端機裝上量子型00。由於木星中出現了行星級之超大型ELS，地球聯邦政府決定以天上人號作為中心設置絕對防衛線，並選定卡蒂·馬涅欽為全軍總司令。地球聯邦軍隊與ELS正式開戰，ELS展示出其高度之學習能力，不單能夠分析出GN Field令聯邦之GN導彈陣失效，繼而更變化成聯邦軍GN-X及戰艦之形態應對。天上人號之超強力GN粒子炮有效一次之後亦被ELS行星之鏡面反射成功防禦，ELS隨即模仿聯邦軍戰術全面反擊，其後連天上人號主炮都被侵蝕下被逼分離自爆，形勢一面倒。剎那於醫療室中繼續陷入昏迷，在無盡頭的夢境中，回顧著自己過去所犯的罪以及被血所染紅的雙手，意識縱橫世界每個角落，並回想眾多逝者之遺言「你要改變，要代替沒能改變的我」。其後剎那被菲特·葛瑞斯喚醒後，隨即駕駛量子型00出擊。
洛克昂、阿雷路亞與葛拉漢在目擊到剎那出擊後，獄天使及妖天使即開出一條路讓剎那前往大型ELS處，葛拉漢則緊隨在後，進行掩護。正當戰況激烈時，被ELS侵蝕的勇者式的葛拉漢衝進了ELS的表面並以用TRANS-AM自爆突擊，藉此殺開條路讓剎那突入ELS中樞。在進入ELS中樞的剎那，開啟了「QUANTUM BURST Mode」，藉此與ELS進行對話，由於傳送過來的資料量過於龐大，因此由提耶利亞與吠陀共同承擔這股資料奔流，剎那成功與ELS核心對話。
ELS的母星因星系恆星發生超新星爆炸而即將面臨毀滅，母星因而分裂出子星球於宇宙流浪及向其它生命體求援。而為了要與人類進行溝通，因此尋找能發出腦量子波的人類（具變革者資質的人或變革者）進行接觸，但其不完全的過程會令變革者陷入假死狀態，甚至直接被物理性同化吞噬。得知真相的剎那開啟量子型空間跳躍模式，與量子型00一同前往ELS的母星進行交流。ELS子星感受到人類之意識，變化成象徵和平的「花」之形態停止了對地球的戰爭。
50年後的2364年，人類已經與ELS和平共處，更由ELS協助掌握了新世代MS及宇宙船開發技術，近半人類亦進化成變革者。地球的第一艘外宇宙航行艦「皇」正準備出發。同時與ELS同化成新物種的剎那與「量子型ELS」回到了瑪莉娜·伊士麥的身邊，達到相互理解。

## 登場人物
劇中出場的新角色：
- 笛卡兒·雪曼（Decrates Shaman，CV：勝地涼／港：蕭徽勇）[2]

白髮中分、地球聯邦軍官的純種變革者，新型MA加迪拉薩駕駛員。
在對ELS之戰中地球聯邦以加迪拉薩及笛卡兒的腦量子波作為誘餌攻擊ELS時被侵蝕座機，陣亡。
- 米娜·卡門（Mina Carmine，CV：釘宮理惠／港：梁少霞）

與妮娜·崔尼提長相相似的宇宙物理學者，幫助地球聯邦解析ELS的事件並針對ELS的調查。後與比利·片桐成為情侶。
小說版中提到她的家系過去曾經與天上人接觸，並提供了遺傳因子，而此遺傳因子便是使用米娜的鹼基配列。
- E·A·雷（E. A. Ray，CV：古谷徹／港：伍博民）

於西元2091年訪問伊歐利亞的青年，後提供了自己的基因給伊歐利亞。
此遺傳因子後來成為里朋斯、希林等人使用的鹼基配列。
角色名字參考《機動戰士GUNDAM》片尾曲「永遠にアムロ」(Eternal Amuro Ray)。
- 劇中劇《天上人》登場角色

以「史實」為根基拍攝，於西元2314年上映的電影《天上人》（Celestial Being）登場。
劇中的GUNDAM尖兵與實際的剎那等人樣貌不同，名字分別為麥可、珍妮佛、瓦連和奧爾森。
- 安米亞·李（Amia Lee，CV：西墻由香）[3]

劇中被ELS（斯凱·艾克里普斯）侵蝕半身的高中女生，擁有覺醒成純種變革者的因子。
在ELS大規模出現於木星時覺醒。
50年後的2364年成為外宇宙探查艦「皇」的艦長，左半邊有與剎那相同的ELS金屬化特徵。除了剎那和葛拉漢外，似乎是被ELS侵蝕後的唯一生還者。
- 斯凱·艾克里普斯（Sky Eclipse）

130年前木星探測船「木衛二」的一員，公元2314年被ELS侵蝕而重新活動，在00I 2314也有登場。
外表和里朋斯·阿爾馬克相同（兩人的鹼基配列相同）的變革者，因此剎那找到他時十分驚訝，以為里朋斯還生存。
在前人革聯領地侵蝕高中女生安米亞後打算侵蝕變革者露意絲時被天上人的鋼彈尖兵剎那發現，剎那使用手槍連開多發子彈（包括兩發大腿、兩發腰部、一發胸部、一發頭部）無效後使用黏著榴彈，令斯凱上半身炸碎、下半身還原成金屬型態並粉碎。
- 維克多·雷歐諾夫（Viktor Leonov）

前新歐洲共同體（莫斯科）駕駛員。
在劇場版被挑選為太陽勇者隊的副隊長，地位僅次於隊長葛拉漢·耶卡，駕駛的座機是與其他成員一樣的GNX-Y903VS 勇者式一般用試驗機。
- 魯道夫·修萊柏（Rudolf Schreiber）

前新歐洲共同體（德國）駕駛員。
在劇場版被挑選為太陽勇者隊的成員之一，駕駛的座機是與其他成員一樣的GNX-Y903VS 勇者式一般用試驗機。
- 武井·晃（Akira Takei）

前聯合（日本沖繩基地）駕駛員。
在2307年參加Over Flags，為古萊哈姆以前的部下,駕駛SVMS-01O 超限旗幟式。
在劇場版被挑選為太陽勇者隊的成員之一，駕駛的座機是與其他成員一樣的GNX-Y903VS 勇者式一般用試驗機。
- 耶岡·克羅（Yagan Crow）

前聯合（澳洲）駕駛員。
在劇場版被挑選為太陽勇者隊的成員之一，駕駛的座機是與其他成員一樣的GNX-Y903VS 勇者式一般用試驗機。
在對ELS最後之戰中被ELS的GN光束射中並破壞所駕駛的勇者式，陣亡，令其為第一名陣亡的太陽勇者隊成員。
- 妮菲羅·娜吉卜（Neferu Naguib，CV：西墻由香）

前PMC Trust（埃及）女性駕駛員。
在劇場版被挑選為太陽勇者隊的成員之一，駕駛的座機是與其他成員一樣的GNX-Y903VS 勇者式一般用試驗機。

## 登場機體
登場的新機體：
天上人
- GNT-0000 量子型00（ダブルオークアンタ、00 Qan[T]）
- GN-0000RE+GNR-010 00強化模組（粒子儲藏槽型）（ダブルオーライザー(粒子貯蔵タンク型)、00 Raiser Condenser Type）
- GN-002RE 力天使GUNDAM修補版（ガンダムデュナメスリペア、Gundam Dynames Repair）
- GN-010 獄天使GUNDAM（ガンダムサバーニャ、Gundam Zabanya）
- GN-011 妖天使GUNDAM（ガンダムハルート、Gundam Harute）
- CB-002 療天使GUNDAM（ラファエルガンダム、Raphael Gundam）
  - GN-008RE 熾天使GUNDAMII（セラヴィーガンダムII、Seravee Gundam II）
- CBNGN-003 聯邦旗幟式天上人規格（ユニオンフラッグ ソレスタルビーイング仕様、Union Flag Celestial Being Version）

地球聯邦
- GNX-803T 厄運式IV（一般機／指揮官機）（ジンクスIV (一般機/指揮官機)、GN-XIV (Standard Type/ Commander Type)）
- GNX-Y903VW 勇者式指揮官用試驗機（ブレイヴ指揮官用試験機、Brave Commander Test Type）
- GNX-Y903VS 勇者式一般用試驗機（ブレイヴ一般用試験機、Brave Standard Test Type）[4]
- GNMA-Y0002V 加迪拉薩（ガデラーザ、Gadelaza）
- GNZ-004/BW 加格加農（ガガキャノン、Gaga Cannon）

其他
- GNW-100A 前兆式（サキブレ、Sakibure）
- GNX-609T 厄運式III殖民地公社仕樣（ジンクスIII コロニー公社仕樣、GN-XIII Colony Corporation Colors）

## ELS
地球外變異性金屬體，通稱ELS（Extraterrestrial Living-metal Shapeshifter）為GUNDAM系列動畫作品中首次出現的外星生命體。具有與一切事物融合的特性，在侵蝕物體過程內部會呈現銀灰色結晶狀，液態金屬形式能夠擬態成人類、MS或者是戰艦，由ELS所擬態而成的MS在外觀及機能上並非是完全的模仿，頭部攝影機皆為單眼式，並且於太陽爐外殼及細部等處留有ELS其原有型態的特徵，武器在使用時並非是以手掌進行握持，而是直接由於手臂變形而成，而擬態後的MS或戰艦所散發出的GN粒子以及武器的光束顏色為紫色，由ELS擬態而成的MS或戰艦，除了GN粒子以及武器的光束可以擬態外，甚至軍隊戰鬥的模式也可以模彷。
機體
- ELS 00強化模組粒子儲藏槽型（ELS 00 Raiser Condenser Type）（於劇場版漫畫版作品中登場）
- ELS 屠龍聖劍型墮天使鋼彈（ELS Arios Gundam Ascalon）（於劇場版漫畫版作品中登場）
- ELS 加迪拉薩（ELS Gadelaza）（於劇場版漫畫版作品中登場）
- GNT-0000 量子型ELS（Qan[T] ELS）（駕駛員：剎那·F·塞耶）
- GNW-100A 前兆式（Sakibure）（駕駛員：人類和ELS共同協力操作）
- ELS

戰艦
- ELS 貝加爾級巡航艦（ELS Baikal-class）

## 主題歌
雙主題歌
作詞：TAKUYA∞；編曲：UVERworld、平出悟；作曲、主唱：UVERworld
作詞：菅波榮純；作曲、編曲、主唱：THE BACK HORN
印象曲
- 「CHANGE」

作詞：TAKUYA∞；編曲：UVERworld、平出悟；作曲、主唱：UVERworld
插入曲
編曲：；作詞、作曲、主唱：石川智晶
競選歌曲
- THE BACK HORN「警鐘」（※ 劇場版宣傳運動「Supporter's meeting 2010」中預定使用。）

## 製作人員
- 原作：富野由悠季
- 監督：水島精二[8]
- 腳本：黑田洋介
- 角色設計原案：高河弓、千叶道德
- 機械設計師：大河原邦男、海老川兼武、柳濑敬之、福地仁、寺冈贤司、中谷诚一
- 製作：Sunrise

## 上映情况
本剧于2011年7月7日至7月11日  于中国大陆上海梅赛德斯-奔驰文化中心限场次上映，此为GUNDAM系列动画在中国大陆的首次公映。

## 外部連結
- （日語）劇場版 機動戰士GUNDAM 00 -A wakening of the Trailblazer- 官方網站 （页面存档备份，存于）